# 史蒂夫·莫内盖蒂
史蒂夫·莫内盖蒂（英語：Steve Moneghetti，1962年9月26日—），澳大利亚男子田径运动员。他曾代表澳大利亚参加1986年、1990年、1994年和1998年英联邦运动会田径比赛，获得一枚金牌、一枚银牌和二枚铜牌。